# کیلفینان
کیلفینان (ایرلندی: Cill Fhíonáin؛ ‏انگلیسی: Kilfinane؛ ‏‎/ˌkɪlfɪˈnɑːn/‎ یا ‎/ˌkɪlfɪˈneɪn/‎؛ ‏ locally ‎/kɪlˈfɪnən/‎) شهرکی در شهرستان لیمریک در جمهوری ایرلند است که در ۴۰ کیلومتری جنوب شرقی لیمریک و ۷۰ کیلومتری شمال غربی کورک قرار دارد و مطابق سرشماری سال ۲۰۱۶ میلادی، ۷۸۹ نفر جمعیت داشت. کیلفینان ۱۵۰ متر بالاتر از سطح دریا قرار دارد.